# Mantidactylus bourgati
Mantidactylus bourgati é uma espécie de anfíbio anuros da família Mantellidae. Está presente em Madagáscar. A UICN classificou-a como em perigo de extinção.